# 汽笛

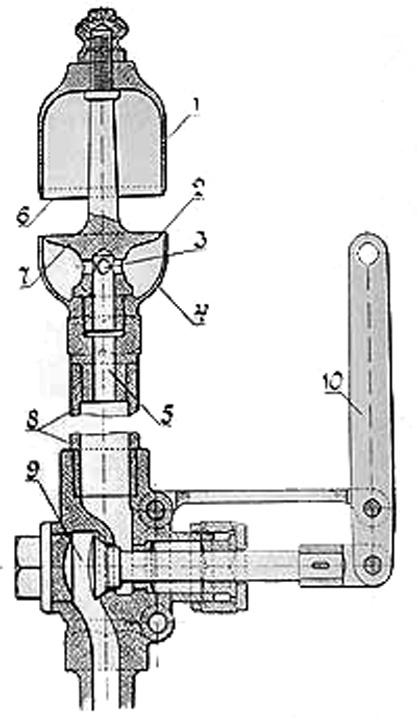

汽笛是一种借助蒸汽产生声音的装置 。在工厂中當工作開始或結束時會拉動汽笛。蒸汽機車、蒸汽轮船也都配備有汽笛，用于警告以及傳達某種信息。从1850年代开始，灯塔上也安裝有蒸汽汽笛。 